# Siegertshofen (Fischach)
Siegertshofen ist ein Pfarrdorf und Ortsteil des Marktes Fischach im schwäbischen Landkreis Augsburg in Bayern und liegt in den Stauden.
Zur gleichnamigen Gemarkung gehört auch das Dorf Todtenschläule (auch Schläule genannt).

## Geschichte
Siegertshofen war eine selbstständige Gemeinde im Landkreis Schwabmünchen und wurde im Zuge der Gebietsreform in Bayern mit seinem Ortsteil Todtenschläule am 1. Juli 1972 dem Landkreis Augsburg-West (spätere Bezeichnung Landkreis Augsburg) zugeschlagen und am 1. Januar 1976 in den Markt Fischach eingemeindet.

## Pfarrei
Die katholische Pfarrei Sankt Nikolaus in Siegertshofen gehört zur Pfarreiengemeinschaft Fischach, Dekanat Schwabmünchen im Bistum Augsburg. Zur Pfarrei gehören außerdem ein Teil von Laiber, Todtenschläule und zwei Anwesen von Tronetshofen.

## Baudenkmäler
In die Liste der Baudenkmäler sind drei Objekte eingetragen:
- die Katholische Pfarrkirche St. Nikolaus
- das Pfarrhaus
- die Katholische Kapelle St. Sebastian.

Ein kleinbäuerliches Anwesen aus dem 17. Jahrhundert, eine Sölde, im Bauzustand um 1870 noch mit Stroh gedeckt, wurde in den 2000er Jahren von Siegertshofen ins Schwäbische Bauernhofmuseum Illerbeuren transloziert.

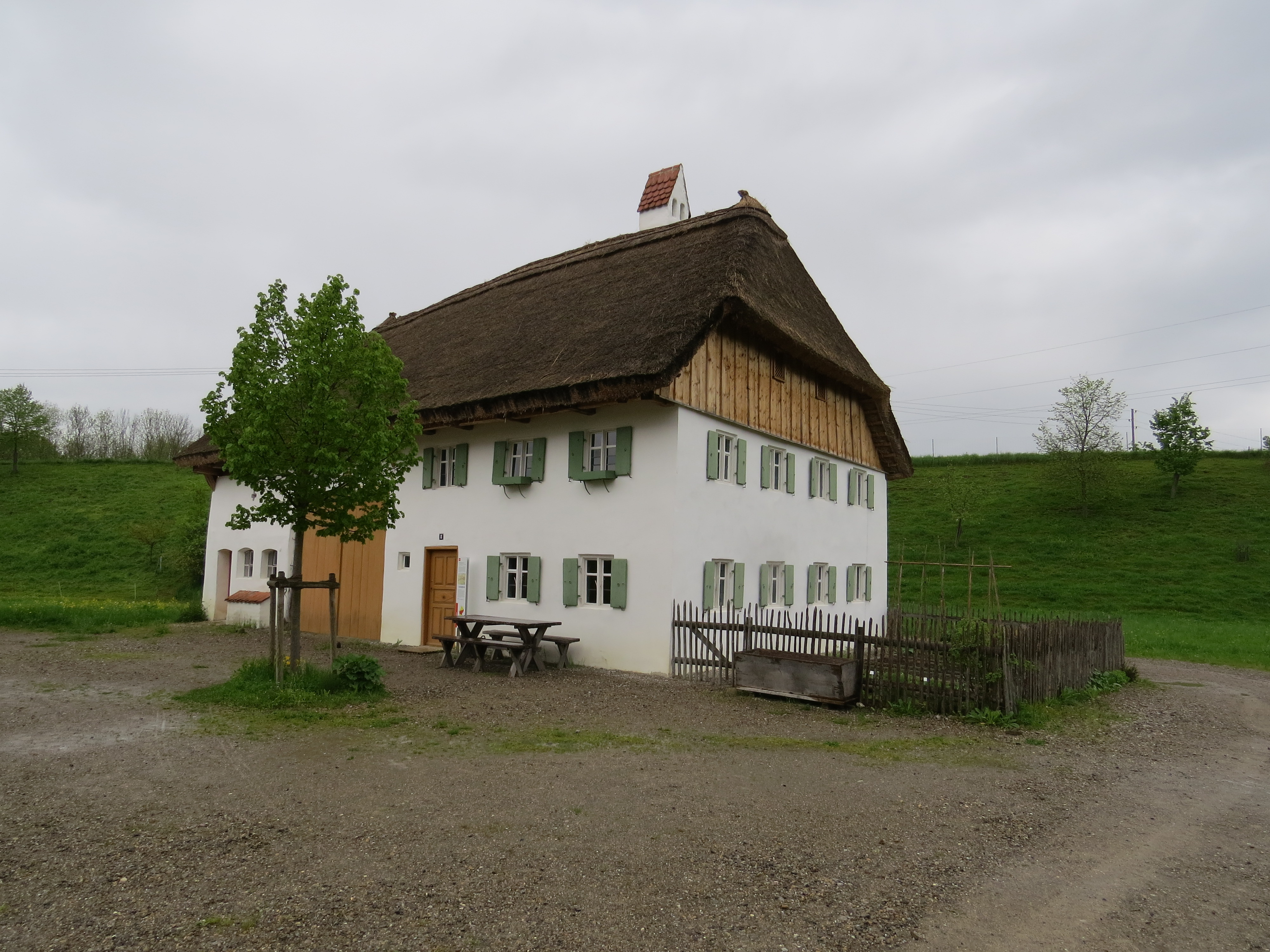
Sölde Siegertshofen von 1668 – jetzt im Schwäb. Bauernhofmuseum Illerbeuren